# Paul Honegger
Paul Honegger (auch Paul Honecker; * um 1590 in Mergentheim; † 20. Mai 1649 in Innsbruck) war ein deutscher Maler.

## Leben
Paul Honegger wurde im Jahre 1590 in Mergentheim in Schwaben als Sohn des Hans Honegger geboren. Seine Ausbildung erhielt er im Kreis der süddeutschen Manieristen und in Rom, wo er an der Accademia di San Luca eingeschrieben war. In Rom machte er 1617 die Bekanntschaft mit Abt Thomas Lugga von Stams, der ihn mit sich nach Tirol führte. Dort angekommen, wandte sich der Künstler mit der Bitte an Erzherzog Maximilian III., ihm einen Freibrief auszustellen, der es ihm ermöglichen sollte, in den österreichischen Landen die Malerkunst auszuüben. Da der Deutschmeister bald nach der Einbringung dieses Antrages verstarb und der neue Regent, Erzherzog Leopold V. noch nicht in seinem Amt bestätigt war, wurde dieses Privileg am 4. Jänner 1619 von Kaiser Matthias ausgestellt. 1621 ließ sich Honegger in Innsbruck nieder. Nachdem der Bürgermeister und der Rat der Stadt Innsbruck die Meinung vertraten, dass die kaiserliche Genehmigung sich nicht auf Innsbruck beziehe, trat der Künstler an Erzherzog Leopold heran und bat ihn, dieses Missverständnis zu klären und den kaiserlichen Freibrief zu bestätigen, worauf Landesfürst, nachdem er vorher ein Gutachten der o.ö. Regierung eingeholt hatte, am 3. Juni 1621 zur Tat schritt und die erbetene Bestätigung ausstellte. 1633 ernannte ihn Erzherzogin Claudia von Medici zu ihrem Hofmaler. Honegger hat für das Kloster Stams mehrere Werke geschaffen, unter anderem auch eine Serie von Äbteporträts und die sogenannte Sebastianitafel, die von Abt Paul Gay in Auftrag gegeben wurde. In den knapp 30 Jahren seiner künstlerischen Tätigkeit hat er eine große Zahl von Tafel und Altarbildern gemalt, die sich nicht alle erhalten haben.

## Werke (Auswahl)
- Orgelflügel Stift Stams (1619)
- Altarbild Franziskanerkloster Schwaz (1621)
- Fastenbild Stiftskirche Wilten,(1623)
- Altarbild Hofkirche Innsbruck, (1629)
- Übertragung der Madonna, Übergabe des Gnadenbild Mariahilf von Lucas Cranach der Ältere nach Innsbruck (1630)
- Altarbild Pfarrkirche Stams (1636)
- Altarblätter Pfarrkirche Oberhofen, (1637)
- Engelsturz Stiftskirche Marienberg, (1646)
- Pfarrkirche Perdonig/Gaid, (1626)
- Altarbild Lana / St. Agatha auf der Wiese, (1635)